# Trombólise
Trombólise é o processo pelo qual se dissolve um trombo formado na corrente sanguínea. Alguns agentes fibrinolíticos, como o ativador do plasminogênio tecidual (t-PA), podem ser empregados no tratamento de eventos trombóticos, como no caso da trombose coronariana aguda, com a intenção de promover a dissolução do trombo formado.